# Mercado Central São José

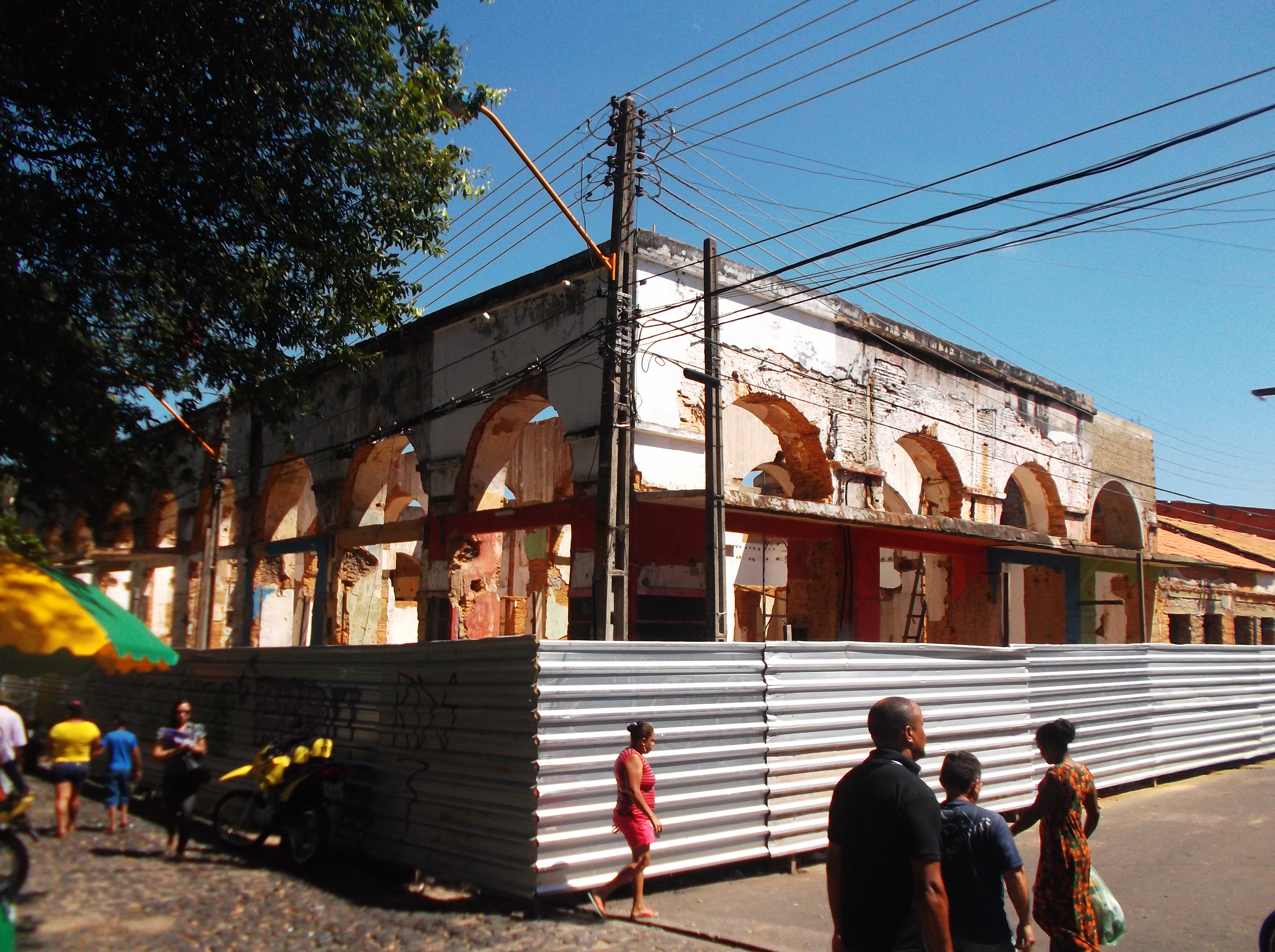
Obras de restauração do prédio histórico do Mercado São José, em julho de 2015.

O  Mercado Central São José que também recebe as denominações de Mercado Central de Teresina ou Mercado Velho é um tradicional centro comercial de modalidade de mercado público localizado na Praça da Bandeira, no centro histórico de Teresina, capital do estado brasileiro do Piauí.

## História

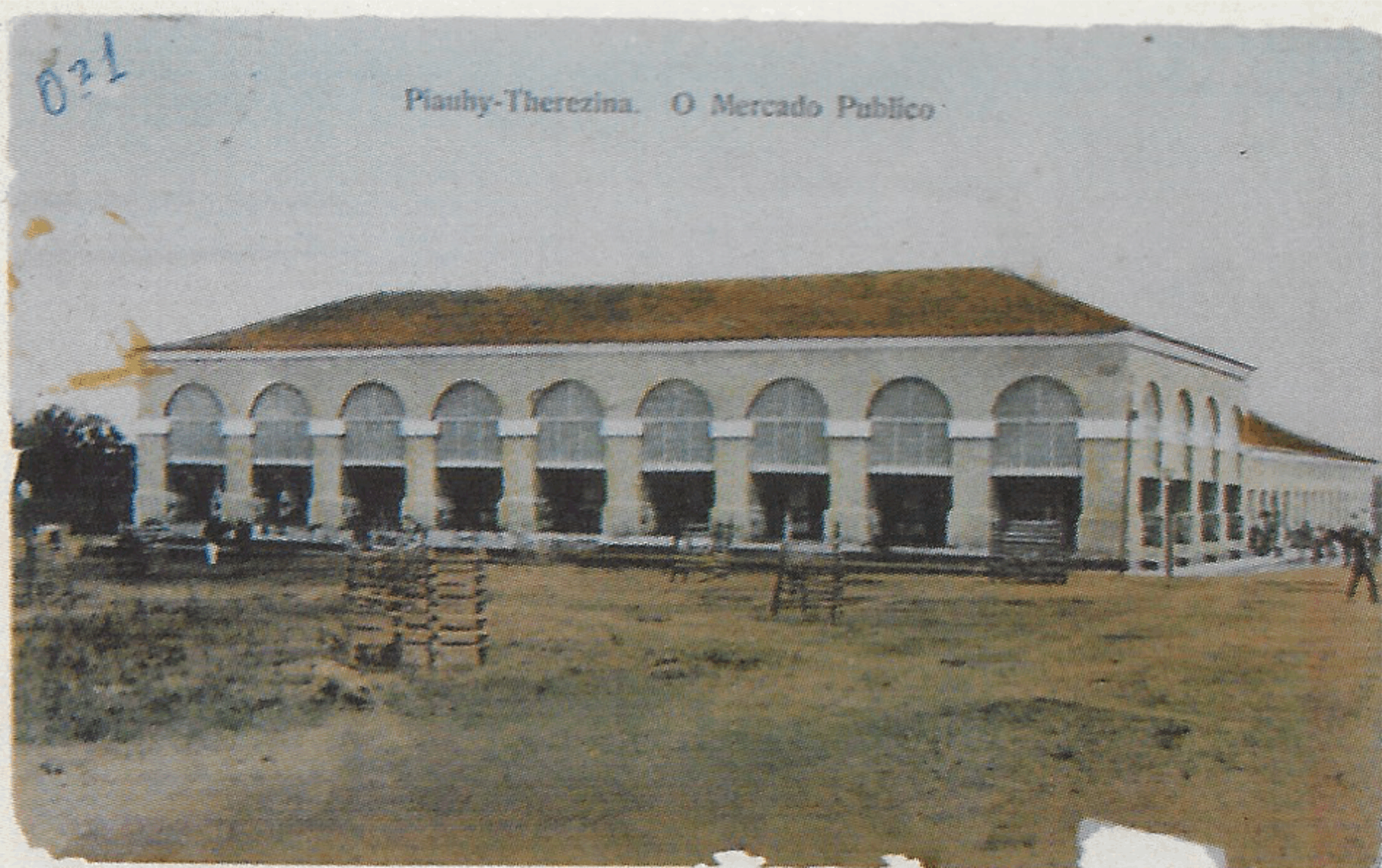
Em cartão-postal do início do século XX (Arquivo Público do Estado do Piauí).

O Mercado São José teve sua construção iniciada logo nos primeiros anos da transferência da capital do Piauí para Teresina, mais precisamente a construção foi iniciada em 1854 na administração do conselheiro José Antônio Saraiva na presidência da província do Piauí e foi inaugurado em 1860. Sua estrutura já teve várias obras de construção de espaços exteriores e reformas interiores como em 1956, 1960, 1972 e em 1984; em 2006 foi lhe acrescentado um restaurante popular que serve pratos típicos da gastronomia regional.

## Restauração predial de 2017
Em dezembro de 2017 foi finalizada a primeira etapa da reforma iniciada por volta de 2014 iniciou-se obras de restauro estrutural e arquitetônico das instalações do mercado respeitando as características da arquitetura original do edifício com reformas no setor de artesanato com melhorias na acessibilidade de acordo com a legislação em vigor, reformas na instalação elétrica e hidráulica com um custo no investimento de cerca de R$ 3 milhões de reais em fundos rateados onde a prefeitura de Teresina entrou com R$ 1,8 milhão e o governo federal, mediante convênio, custeou o restante.

## Artesanato
O mercado é especializado em produtos artesanais piauienses e também do Maranhão.